# We Are the Void
We Are the Void – dziewiąty album studyjny szwedzkiego Dark Tranquillity. Wydawnictwo ukazało się 24 lutego 2010 roku w Europie, z kolei w Stanach Zjednoczonych płyta ukazała się 9 marca 2010 roku nakładem wytwórni muzycznej Century Media Records.
Nagrania zostały zarejestrowane między 28 sierpnia, a 14 października 2009 roku w dwóch studiach: w Rogue Music w Göteborgu i Gothenburg Rock Studio w Mölndal w Szwecji. Większość utworów z tej płyty została napisana pod koniec 2008 roku z wyjątkiem znacznej części utworu "Iridium" napisanej w połowie lat dziewięćdziesiątych a następnie został porzucony aż do nagrania tej płyty. Styl muzyczny tego albumu jest często porównywany do poprzedniej płyty, Fiction.
W tekstach Mikael Stanne zaczął poruszać temat życia, śmierci oraz samobójstwa. W wywiadzie dla niemieckiego magazynu Rock Hard stwierdził, że motywem przewodnim albumu są otchłanie i "pustka w każdym z nas".

## Lista utworów
Opracowano na podstawie materiału źródłowego.
1. „Shadow in Our Blood” (sł. Stanne, muz. Sundin) – 3:46
2. „Dream Oblivion” (sł. Stanne, muz. Antonsson/Henriksson) – 3:50
3. „The Fatalist” (sł. Stanne, muz. Henriksson/Jivarp) – 4:33
4. „In My Absence” (sł. Stanne, muz. Brändström/Henriksson/Sundin) – 4:47
5. „The Grandest Accusation” (sł. Stanne, muz. Sundin/Henriksson/Brändström/Jivarp) – 4:55
6. „At the Point of Ignition” (sł. Stanne, muz. Sundin/Henriksson) – 3:53
7. „Her Silent Language” (sł. Stanne, muz. Sundin/Jivarp/Henriksson) – 3:33
8. „Arkhangelsk” (sł. Sundin/Stanne, muz. Sundin) – 3:56
9. „I Am the Void” (sł. Stanne, muz. Sundin/Henriksson/Jivarp) – 3:59
10. „Surface the Infinite” (sł. Stanne, muz. Henriksson/Jivarp/Brändström) – 3:50
11. „Iridium” (sł. Sundin/Stanne, muz. Sundin/Brändström) – 6:43

## Twórcy
Opracowano na podstawie materiału źródłowego.

- Mikael Stanne – śpiew
- Niklas Sundin – gitara, okładka
- Martin Henriksson – gitara
- Daniel Antonsson – gitara basowa, inżynieria dźwięku
- Martin Brändström – instrumenty klawiszowe, inżynieria dźwięku
- Anders Jivarp – perkusja
- Katja Kuhl – zdjęcia
- Stefan Wibbeke – oprawa graficzna
- Hasse Kosonen – inżynieria dźwięku
- Tue Madsen – miksowanie, mastering

## Pozycje na listach
| Lista           | Kraj              | Pozycja |
| --------------- | ----------------- | ------- |
| Top Heatseekers | Stany Zjednoczone | 15      |
| Top 60          | Szwecja           | 9       |
| Top 100         | Szwajcaria        | 70      |
| Top 200         | Francja           | 138     |
| Ultra top       | Belgia            | 100     |
| Top 50          | Finlandia         | 16      |
| Top 50          | Grecja            | 16      |